# Mark Eaton (Basketballspieler)
Mark Edward Eaton (* 24. Januar 1957 in Inglewood, Kalifornien; † 28. Mai 2021 in Park City, Utah) war ein US-amerikanischer Basketballspieler der Utah Jazz in der NBA. Der 2,24 Meter große Eaton spielte von 1982 bis 1993 bei den Jazz als Center und gewann zweimal den NBA Defensive Player of the Year Award.

## Karriere
Bis er 21 Jahre alt war, hatte Eaton niemals auf Highschool- oder College-Niveau Basketball gespielt, sondern war ein ausgebildeter Kfz-Mechaniker. Dank seiner außergewöhnlichen Körpergröße von 2,24 Metern kam er 1978 ans Cypress College (Kalifornien). Er blieb dort bis 1980 und stellte mit 599 Rebounds eine neue Hochschulbestmarke auf. Mit zehn Blocks in einem Spiel stellte er einen weiteren Höchstwert des Cypress College auf, mit dem Jahre später Eric Pauley gleichzog. 1980 wechselte Eaton an die University of California, Los Angeles (UCLA). Eaton bekam dort im Laufe seiner zwei Jahre nur 6,5 Minuten Spielzeit pro Partie und verbuchte in 30 Einsätzen im Mittel 1,8 Punkte, 2,4 Rebounds und 0,9 Blocks. Er galt nach Beendigung seiner vier College-Jahre im NBA-Draft von 1982 nicht als Talent und wurde erst an 72. Stelle von den Utah Jazz ausgewählt.
Auf Anhieb etablierte sich Eaton als einer der wirkungsvollsten Shotblocker der NBA-Geschichte. Nachdem er in den ersten beiden Jahren 275 und 351 Wurfversuche ablenkte, stellte er 1984/85 den bis heute gültigen NBA-Rekord von 456 Blocks (5,56 pro Spiel) auf. Daraufhin gewann er den NBA Defensive Player of the Year Award (Verteidiger des Jahres). Gemeinsam mit seinen neuen Kollegen Karl Malone und Point Guard John Stockton bildete Eaton den Grundstein für den Aufstieg der Jazz zum alljährlichen Playoffs-Teilnehmer. Eaton wurde 1988/89 noch einmal NBA-Defensivspieler des Jahres und zum einzigen Mal in das NBA All-Star Game berufen.
Eaton ist der einzige Spieler seit Beginn der Saison 1983/84, dem in einem Spiel ein Double-Double aus Rebounds und Blocks gelang, während er gleichzeitig genau neun Punkte erzielte und so ein Triple-Double nur um einen Punkt verpasste. Dieses „Kunststück“ gelang Eaton in seiner Karriere gleich drei Mal.
Der körperlich starke und für sein gutes Timing beim Blocken gegnerischer Würfe bekannte Eaton litt in seiner späteren Karriere immer öfter an Knie- und Rückenproblemen und beendete schließlich 1993 im Alter von 36 Jahren seine Laufbahn. Die Jazz ehrten ihren langjährigen Center, indem sie seine Trikotnummer 53 zurückzogen.

## Karriereende
Nach seiner Karriere verblieb Eaton in Utah. Er arbeitete unter anderem als Fernsehkommentator für die Jazz und die University of Utah. Zwischen 1997 und 2007 war Eaton Präsident und Vorstandsmitglied der National Basketball Retired Players Association (NBRPA), eine Nonprofit-Organisation, die Programme für zurückgetretene Basketballspieler und -spielerinnen in den USA anbietet. Er unterstützte weiterhin Wohltätigkeitsorganisationen, darunter seine eigene Mark Eaton Standing Tall for Youth-Stiftung, die sich für sozial benachteiligte Kinder einsetzt.
Eaton blieb den Utah Jazz verbunden. Er förderte und unterstützte Rudy Gobert nach dessen Wechsel nach Utah. Der Franzose gewann später wie Eaton mehrere NBA Defensive Player of the Year Award und wurde somit der einzige Jazz-Spieler neben Eaton, dem dies gelang.
Eaton hatte mit seiner Frau mehrere Kinder und lebte in Park City.

## Tod
Eaton verstarb am 28. Mai 2021 im Alter von 64 Jahren in Park City. Zuvor hatte er einen schweren Fahrradunfall gehabt und erlag seinen Verletzungen später im Krankenhaus.

## Erfolge und Auszeichnungen
- 1× NBA All-Star: 1989
- 2× NBA Defensive Player of the Year: 1985, 1989
- 3× NBA All-Defensive First Team: 1985, 1986, 1989
- 2× NBA All-Defensive Second Team: 1987, 1988
- 4× Bester Shotblocker der NBA: 1984, 1985, 1987, 1988
- Nr. 53 wird bei den Utah Jazz nicht mehr vergeben